# Тургайска падина
Тургайска падина (Тургайска долина) (на казахски: Торғай қолаты; на руски: Тургайская ложбина, Тургайская долина) е ерозионно-тектонска падина в Казахстан, пресичаща от север на юг Тургайското плато и съединяваща Западносибирската равнина на север с Туранската низина на юг. Дължина от север на юг 800 km, ширина от 20 до 75 km. Цялата падина съответства на т.нар. Тургайско геоложко пропадане. Изградена е от древноалувиални и езерно-алувиални наслаги. По нея в северно направление тече река Убаган (десен приток на Тобол), а в южно – реките Тургай с притока си Улкаяк, Саръозен и Улъ-Жъланшък. Най-ниските ѝ части са заети от множество малки, предимно горчиво-солени езера – Кушмурун, Койбагар, Саръймоин, Саръкопа и др. Стичащите се в нея снежни води образуват големи лиманни разливи, а грунтовите (подземните) води са силно минерализирани. На фона на степните на север и полупустинните ландшафти на юг в Тургайската падина са развити солонцово-солончакови, солонцово-ливадно-степни и ливадни комплекси. През пролетта и лятото големи части от нея се използват за пасища.